# Bogoria (herb szlachecki)
Bogoria – polski herb szlachecki, noszący zawołanie Bogoryja. Wzmiankowany w najstarszym zachowanym do dziś polskim herbarzu, Insignia seu clenodia Regis et Regni Poloniae, spisanym przez historyka Jana Długosza w latach 1464–1480. Bogoria jest jednym z 47 herbów adoptowanych przez bojarów litewskich na mocy unii horodelskiej z 1413 roku. 
Herb występował głównie wśród rodzin osiadłych w ziemi krakowskiej, sandomierskiej i na Mazowszu. Spośród najbardziej znanych rodów pieczętujących się herbem Bogoria, należy wymienić Wołłowiczów i Skotnickich.
Bogorii używał też Franciszek Bohomolec.

## Opis herbu

### Opis historyczny

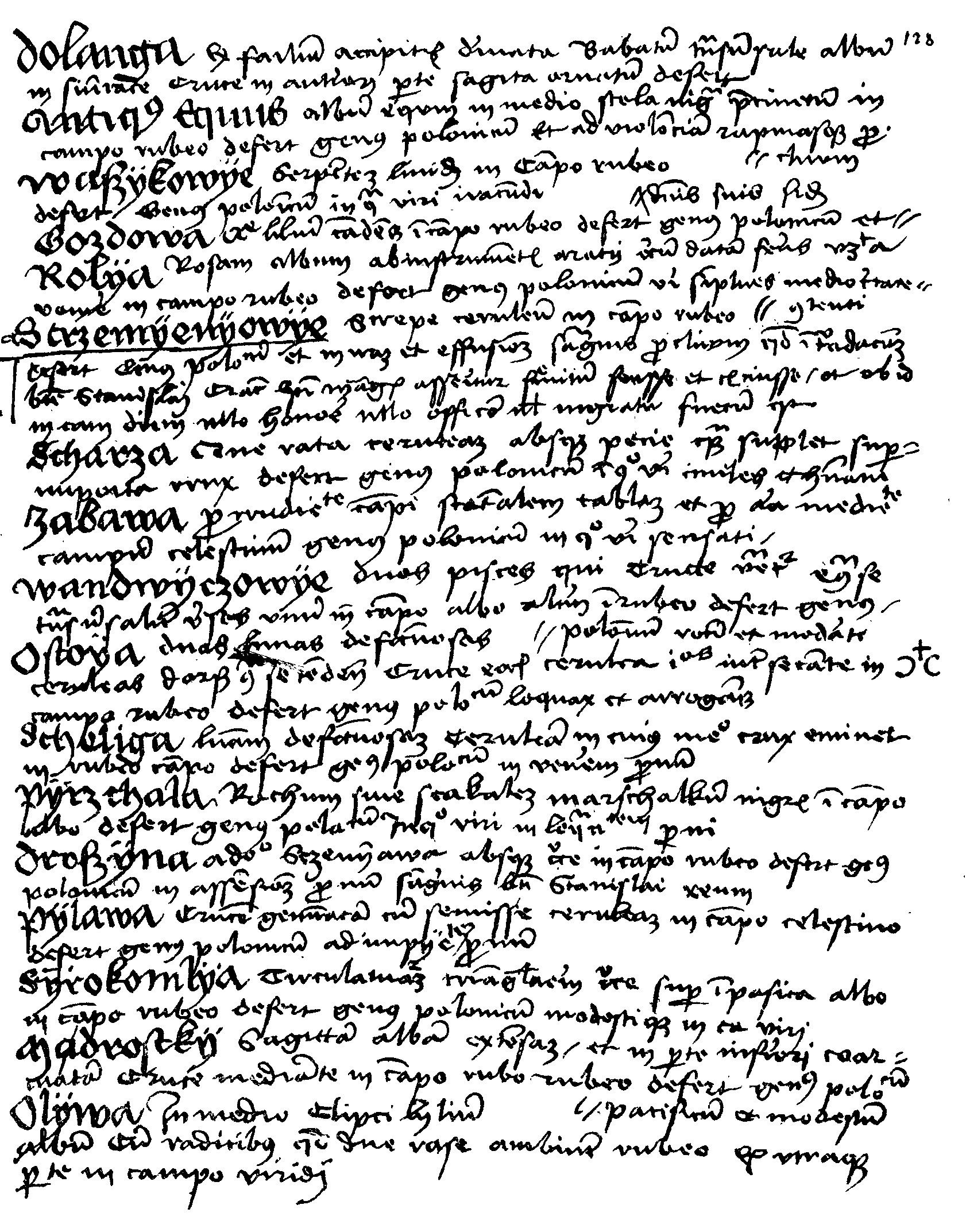
Jedna ze stron manuskryptów Jana Długosza, zawierająca opisy polskich herbów

Jan Długosz (1415–1480) blazonuje herb i opisuje herbownych następująco:

Bogoria, que duas sagittas albas, lignis contra se contortas, cuspide vna sursum, altera deorsum positas, in campo rubeo defert. Viri in ea humani mites et tractabiles.

Po przetłumaczeniu:

Bogoria, gdzie dwie strzały białe, drzewcami naprzeciw siebie wykręcone, ostrze jedno w górę, drugie w dół położone, w polu czerwonym noszą. Wśród nich są delikatni i nieugięci mężczyźni.

Kasper Niesiecki, podając się na dzieła historyczne Szymona Okolskiego, Wacława Potockiego i Marcina Bielskiego, opisuje herb:

Są dwie strzały złamane białe, w polu czerwonem, takim kształtem; że żeleźce, jednej ku górze, drugiej ku ziemi obrócone, na hełmie paw, z ogonem rozciągnionym, w prawą tarczy pyskiem skierowany, w którym strzałę złamaną także z żeleźcem do góry skręconym trzyma.

Elementy herbu Bogoria były niezmienne w większości źródeł od średniowiecza po współczesność. Największe różnice dotyczyły klejnotu herbowego (patrz sekcja: Ewolucje wizerunku).

### Opis współczesny
Opis skonstruowany współcześnie brzmi następująco:
Na tarczy w polu czerwonym rogacina srebrna w słup, pod którą takaż rogacina na opak w słup.
W klejnocie paw z rozpostartym ogonem i strzałą złamaną żeleźcem w górę w dziobie.
Labry herbowe czerwone, podbite srebrem.

## Geneza

### Najwcześniejsze wzmianki
Najstarszy wizerunek herbu widnieje na pamiątkowej tablicy z czasu buntu żaków w Bolonii w 1321 lub 1322 roku. Na tablicy tej widnieją postacie trzech syndyków pośredniczących w rokowaniach pomiędzy studentami a miastem, wśród nich widoczny jest również Jarosław ze Skotnik (do buntu doszło w czasie jego pobytu na studiach) i jego herb Bogoryja.
Najwcześniejszy znany wizerunek pieczętny pochodzi z 1326 roku (pieczęć Jarosława z Bogorii, kanonika i archidiakona krakowskiego), natomiast zapis z 1408 (Zapiski sandomierskie). Późniejsze pieczęcie to m.in.: wojewody krakowskiego Mikołaja Bogorii (1334), abpa gnieźnieńskiego Jarosława ze Skotnik (1342), kantora gnieźnieńskiego Świętosława (1359), proboszcza gnieźnieńskiego Mikołaja z Kożuchowa (1368-1370), burgrabiego brzeskokujawskiego Dzierżsława z Kożuchowa (1380), podstolego i sędziego sandomierskiego Pawła (Paska) z Bogorii (1388), nieznanego właściciela (1464), Jakuba, sufragana płockiego (1478), Arnulfa z Mierzyńca (1466), Marcina ze Skotnik (1499).
W wyniku unii horodelskiej w 1413 herb został przeniesiony na Litwę. Do rodu Bogoriów przyjęty został bojar żmudzki Stanisław Wyssygyn. Pieczęć Bogoriów przywieszona do tego aktu nie pozwala jednak odgadnąć polskiego przedstawiciela tego rodu. Odczytany przez Semkowicza na pieczęci napis odnoszący się do Marka z Nakola jest później przez niego samego uznany za bardzo wątpliwy (nie wiadomo do jakiego ze znanych Bogoriów miałby się on odnosić).
Najwcześniejsze lokalne źródło heraldyczne wymieniające ten herb to wspomniane już wcześniej Insignia seu clenodia Regis et Regni Poloniae, datowane na lata 1464–1480. Autorem tego dzieła jest polski historyk, Jan Długosz.

### Ewolucja wizerunku
Dominującą barwą pola w źródłach średniowiecznych i wszystkich późniejszych jest czerwona. Taką barwę dano w herbarzach Bellenville (1360-1400), Gelre (1370-1395) i Bergshammar (XV wiek), oraz w Klejnotach Długosza i Stemmata Polonica. Natomiast na przedstawieniu z Fryzu heraldycznego w opactwie w Lądzie, pole jest srebrne, zaś w herbarzu Grünenberga – czarne.
Herbarze Gelre, Bellenville i Bergshammar i Stemmata polonica podają jako godło dwie rogaciny. Są one złączone na fryzie w Lądzie, w herbarzu Gelre, na pieczęciach: Mikołaja z Bogorii (1334), abpa Jarosława ze Skotnik (1359), na biblii Jarosława ze Skotnik (1373), zwornikach w Kurzelowie, Skotnikach i Stopnicy oraz tablica herbowa na drzwiach w Skotnikach. Rogaciny są srebrne w herbarzach Bellenville i Bergshammar, Klejnotach Długosza i Stemmata, zaś złote w herbarzu Gelre. Nietypową, błękitną barwę mają natomiast na fryzie w Lądzie. Jeśli chodzi o ułożenie godeł, to są one w słup na pieczęciach Mikołaja z Bogorii z 1334, w herbarzach Gelre i Bergshammar oraz w Stemmata. W drugim wariancie w herbarzu Gelre natomiast, ułożone są w prawy skos. Srebrne rogaciny luzem będą standardowym godłem dla herbu Bogoria we wszystkich kolejnych okresach aż po współczesność.
Część źródeł średniowiecznych przekazuje informacje o labrach z wierzchem czerwonym, Józef Szymański domyśla się, że podbicie jest srebrne. Labry są w herbarzach Bellenville, Gelre, Bergshammar i na biblii abpa Jarosława ze Skotnik.
Wymienione herbarze przekazują ponadto informację o klejnocie, którym jest paw srebrny. Jednak na pieczęci Mikołaja Bogorii z 1334, klejnotem są rogaciny złączone w pas, na końcu ostrzy opierzone. Tak samo, ale bez opierzenia, jest w biblii abpa Jarosława. Alfred Znamierowski uważa taki właśnie klejnot za pierwotny klejnot herbu Bogoria.
Wiek XVI przyniósł zmianę w kształcie klejnotu – paw dodatkowo otrzymał strzałę (bądź rogacinę) w dziobie i ustawiono go na wprost. Pawia z rogaciną w dziobie przekazuje Bartosz Paprocki w Gnieździe cnoty oraz Herbach rycerstwa polskiego, a także Marcin Bielski w Kronice. Tak też wygląda klejnot w rękopisach Ossolińskiego.
Znakomita większość źródeł XVI-wiecznych podaje pole czerwone, zaś jako godło – dwie rogaciny srebrne. Tak jest w redakcjach Chigi, Łętowskiego, arsenalskiej i Kamyna Klejnotów Długosza, w herbarzu Ambrożego z Nysy, Polonii Kromera, w herbarzach Paprockiego, w Kronice i na portrecie Jarosława z Bogorii i Skotnik w Catalogus Archiepiscoporum Gnesnensium. Odstępstwo znaleźć można w Antyfonarzu Klemensa z Piotrkowa z 1505, gdzie barwa pola tarczy jest niebieska i na miniaturze Samostrzelnika, gdzie pole jest złote. Wszystkie z wymienionych źródeł mają jako godło dwie rogaciny, ale u Kamyna są one połączone. Podobnie jest na nagrobku w Poniecu. Z kolei na pieczęci z 1581 dziedzica Truskowych Lachów, droga łącząca rogaciny jest przekrzyżowana (por. odmiana Bogorii – Białozór).
W XVI wieku zanotowano nietypowe odstępstwo od reguł rządzących barwieniem labrów – w rękopisie Ossolińskiego mają one błękitne podbicie.
W wiekach kolejnych utrwalił się wizerunek herbu z polem czerwonym, dwiema rogacinami i pawiem trzymającym złamaną strzałę, dlatego przy kolejnych przekazach szerzej wzmiankowane będą jedynie odstępstwa od tego schematu. Należy zaznaczyć, że wraz z poddaniem heraldyzacji godła, rogaciny zaczęto przedstawiać jak dwa żeleźce od strzał, tzn. zamiast stylizowanych żeleźców, jakimi są rogaciny, rysowano naturalne żeleźce.
Standardowy wizerunek Bogorii przekazują wszystkie herbarze XVII-wieczne: Kleynoty... J. A. Gorczyna (1630), Orbis Poloni Szymona Okolskiego (1641) oraz Poczet herbów... Wacława Potockiego (1696, tu bez opisu barw).
Wizerunek nie zmienia się w wieku XVIII. Antoni Swach i Kasper Niesiecki. Niesiecki dodatkowo opisuje kilka odmian herbu.
Herb pozostał niezmienny w XIX wieku, chociaż Nikołaj Iwanowicz Pawliszczew (1853) nie opisał barwy rogacin. Aleksander Łakier w Heraldyce rosyjskiej (1854) z kolei nie zamieścił wprawdzie wizerunku klejnotu, ale opisał go słownie. Juliusz Karol Ostrowski, autor Księgi herbowej rodów polskich (1897 – 1906) nie odciął się zasadniczo od przekazów z poprzednich epok, z drobną różnicą – strzała w dziobie pawia nie jest u niego złamana.
Emilian Szeliga-Żernicki w Die polnischen Stammwappen (1904) również podaje strzałę w dziobie pawia nie złamaną. Podobnie zrobił Zbigniew Leszczyc w Herbach szlachty polskiej (1908), ale u niego dodatkowo paw był skierowany nienaturalnie, w lewo. Teodor Chrząński natomiast, w swych Tablicach odmian (1909) narysował pawia w klejnocie dość niewyraźnie, co, wobec braku opisu, nie pozwala stwierdzić czy trzyma on coś w dziobie. Chrząński wymienia też trzy odmiany Bogorii.
Opracowania współczesne, jak Herbarz polski od średniowiecza do XX wieku Tadeusza Gajla i Herbarz rodowy Alfreda Znamierowskiego, wobec rozbieżności w historycznych przekazach, nie zajmują wspólnego stanowiska na temat wyglądu klejnotu, chociaż zgadzają się co do kształtu samego podstawowego herbu. Tadeusz Gajl podaje wersje herbu zarówno z klejnotem średniowiecznym, jak i XVI-wiecznym (strzała złamana w dziobie pawia). To właśnie wersja Gajla figuruje w infoboksie. Alfred Znamierowski natomiast przytacza klejnot średniowieczny, inne wersje tylko wzmiankując.

### Etymologia
Według Szymańskiego Bogoria i pochodne nazwy to nazwy topograficzne, choć niewykluczone jest też imionowe pochodzenie nazwy.
XIX – wieczny historyk i heraldyk Franciszek Piekosiński również pisał o możliwym topograficznym pochodzeniu proklamacji herbu (wspomina trzy wsie tej nazwy – jedną parafialną w powiecie sandomierskim, drugą w tymże powiecie, parafia Skotniki, trzecią w powiecie łowickim, parafia Bąków). Według niego nazwa ta może też pochodzić od imienia Bogor (praojca rodu, właściciela wsi o tej nazwie).
Obecnie istnieje również kilka miejscowości w Polsce o nazwie Bogoria (patrz sekcja: Występowanie w heraldyce terytorialnej).

### Legenda herbowa
Podobnie jak w przypadku wielu innych herbów zawierających elementy strzał, również i powstanie Bogorii wiąże legenda z udziałem protoplasty rodu w krwawej bitwie:

Herb w Polsce naszej urodził, z tej okazji. Bolesław śmiały, trzema tylko tysiącami, swojej, kawalerii uzbrojony, na daleko większą zgraję Połowców pod Snowskiem natarł, i na głowę nieprzyjaciół poraził; w tej potyczce pułkownik między innymi pierwszymi jeden, Bogorii nazwany, z wielkim serca męstwem Połowców siekąc, i swoich do zwycięstwa zapalając, kilka ran i postrzałów na ciele wyniósł z tej batalii. Powracającego tak z placu Bogorią postrzegłszy Bolesław, i owe postrzały z piersi sam mu ręką Królewską wyjął, i jak były złamane, tak jemu i jego potomkom, na wieczny zaszczyt nadał.

## Herbowni

### Lista Tadeusza Gajla
Lista herbownych w artykule sporządzona została na podstawie wiarygodnych źródeł, zwłaszcza klasycznych i współczesnych herbarzy. Należy jednak zwrócić uwagę na częste zjawisko przypisywania rodom szlacheckim niewłaściwych herbów, szczególnie nasilone w czasie legitymacji szlachectwa przed zaborczymi heroldiami, co zostało następnie utrwalone w wydawanych kolejno herbarzach. Identyczność nazwiska nie musi oznaczać przynależności do danego rodu herbowego. Przynależność taką mogą bezspornie ustalić wyłącznie badania genealogiczne.
Pełna lista herbownych nie jest dziś możliwa do odtworzenia, także ze względu na zniszczenie i zaginięcie wielu akt i dokumentów w czasie II wojny światowej (m.in. w czasie powstania warszawskiego w 1944 spłonęło ponad 90% zasobu Archiwum Głównego w Warszawie, gdzie przechowywana była większość dokumentów staropolskich). Lista nazwisk znajdująca się w artykule pochodzi z Herbarza polskiego, Tadeusza Gajla (85 nazwisk). Występowanie na liście nazwiska nie musi oznaczać, że konkretna rodzina pieczętowała się herbem Abdank. Często te same nazwiska są własnością wielu rodzin reprezentujących wszystkie stany dawnej Rzeczypospolitej, tj. chłopów, mieszczan, szlachtę. Jest to jednakże dotychczas najpełniejsza lista herbownych, uzupełniana ciągle przez autora przy kolejnych wydaniach Herbarza. Tadeusz Gajl wymienia następujące nazwiska uprawnionych do używania herbu Bogoria:
|  | Balczewski, Bogdanowicz, Bogoria, Bogorya, Bohomolec, Bojarski, Bosiacki, Braczkowski, Bruczkowski, Buczkowski, Budźko, Budźkowski. Chechelski, Chechłowski, Cienkiewicz, Cienkowski, Corski. Gniazdowski, Gorbaczewski, Gorski, Gościeradowski. Horbaczewski. Jamiński, Jarocki. Kampka, Kolanowski, Korzeniecki, Kożuchowski, Kurzeniewski, Kwaskowski. Łowmiański. Macanowicz, Macenowicz, Maciejewicz, Maciejowicz, Maciejowski, Macienowicz, Mackiewicz, Magnowski, Magnuski, Maruszewski, Minowski, Mokranowski, Mokrjewicz, Mokronoski, Mokronowski. Ochowski, Olszewski. Paszkiewicz, Phoski, Podlecki, Podleski, Podlewski, Podłęski, Pohoski, Porembski, Porębski, Prozwicki, Przedomski. Rakoza, Rakusa, Rakuza, Rostropowicz. Skapiewicz, Skolnicki, Skotnicki, Staszkowski, Strujłowski, Suszczewski, Szczęsnowicz. Światkiewicz, Świątkiewicz. Tarnawski, Tarnowski, Trojanowicz. Wissiger, Wissygier, Wołłowicz, Wołowicz, Wystynga. Zabacki, Zakrzewski, Zakrzowski, Złotorowicz, Zubacki. Tadeusz Gajl, Herbarz Polski |

Braczkowscy mają być jednego pochodzenia z Mokronowskimi, Gniazdowscy – z Tarnowskimi, Podlewscy (także Podlescy, Podłęscy) – ze Skotnickimi. Występujące na liście herbownych nazwiska Zabacki, Zubacki są właściwie przydomkami używanym przez jedną z gałęzi rodziny Tur (notowanej na Litwie od 1527).
Wissiger lub Wyssygier to różne wersje imienia wspomnianego wcześniej, adoptowanego do herbu Bogoria w 1413 roku, Stanisława Wyssygina. Jego potomkowie nosili później nazwisko w formie Wyssygin lub Wystynga, a po czasie przekształciło się w Wołłowicz.

### Pozostałe nazwiska
Kasper Niesiecki wspomina również w swoim herbarzu o nazwiskach Porębny oraz Tur.

## Występowanie w heraldyce terytorialnej
Kilka gmin i miast, oraz jeden powiat, upamiętniło swoje związki z Bogoriami umieszczając w całości bądź częściowo godła herbu Bogoria we własnych herbach.
- Gmina Baranów w powiecie grodziskim zaczerpnęła rogacinę z herbu powiatu.
- Gmina Buczek umieściła obok innych godeł w swoim herbie również godło Bogorii Buczkowskich.
- Herb dawnego miasta Bogoria, jak i obecnej gminy Bogoria nawiązuje do herbu założyciela miasta, Krzysztofa Bogorii Podłęskiego[31].
- Herb Grodziska Mazowieckiego pochodzi od założycieli miasta, Mokronoskich. Godło to zostało umieszczone także w herbie powiatu grodziskiego.
- Herb gminy Opatówek składa się z herbu dawnego miasta (wieża) i Bogorii Skotnickich[32].
- Herb gminy Samborzec zawiera, oprócz dwóch złotych jabłek, również Bogorię Skotnickich.

## Odmiany
Wykształciło się względnie mało odmian herbu Bogoria. W przynajmniej dwóch wariantach funkcjonował herb Bogoria II. Dwa poglądy na jego wygląd istnieją od czasów Kaspra Niesieckiego, który przedstawił sprzeczne informacje na temat tego herbu. Według jednego, pole herbu jest czerwone, zaś w klejnocie widnieją trzy pióra strusie srebrne między czerwonymi. Według drugiego, pole jest zielone, pióra w klejnocie wszystkie srebrne. Obie opinie podają rogaciny połączone. Herbu tego używały według Gajla trzy rodziny. Według tego samego autora, kolejna odmiana Bogorii, Kurzeniec, miała być używana przez pięć rodzin. Istniały też odmiany będące herbami własnymi, przysługujące tylko pojedynczym rodom: Białozór i Porębny.
Istniała też odmiana hrabiowska Bogorii o nazwie Wołłowicz, przysługująca Wołłowiczom. Tytuł hrabiowski w Prusach uzyskał w 1798 Antoni Wołłowicz. Według Gajla za Leitgeberem i Siebmacherem, herb ten miał być zwykłą Bogorią z koroną hrabiowską, ale w Herbarzu Królestwa Polskiego można zobaczyć wizerunek z bordiurą, trzema piórami strusimi w klejnocie i trzymaczami (dzicy mężowie).
| Odmiany herbu Bogoria | Odmiany arystokratyczne herbu Bogoria |  |

## Galeria

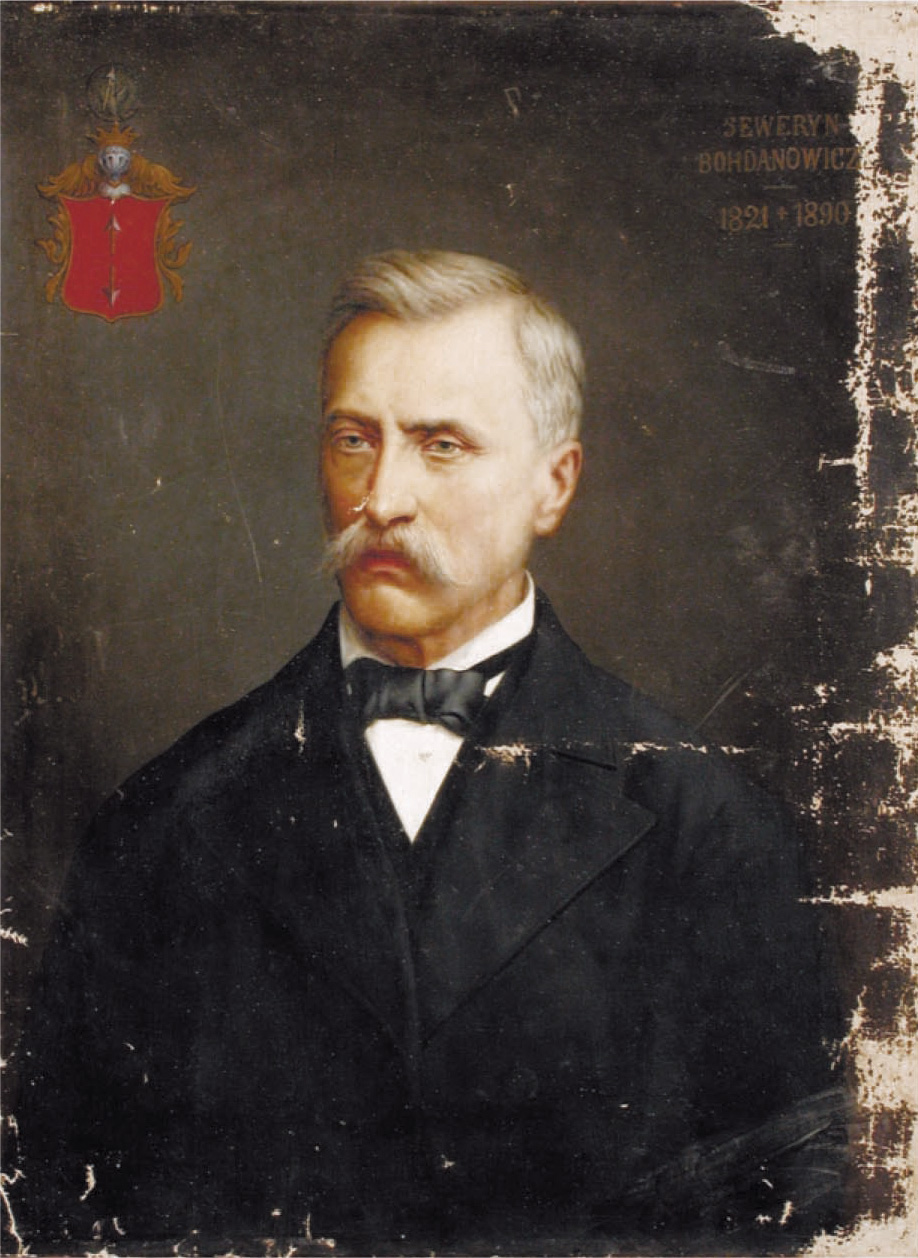
Seweryn Bohdanowicz i herb Bogoria
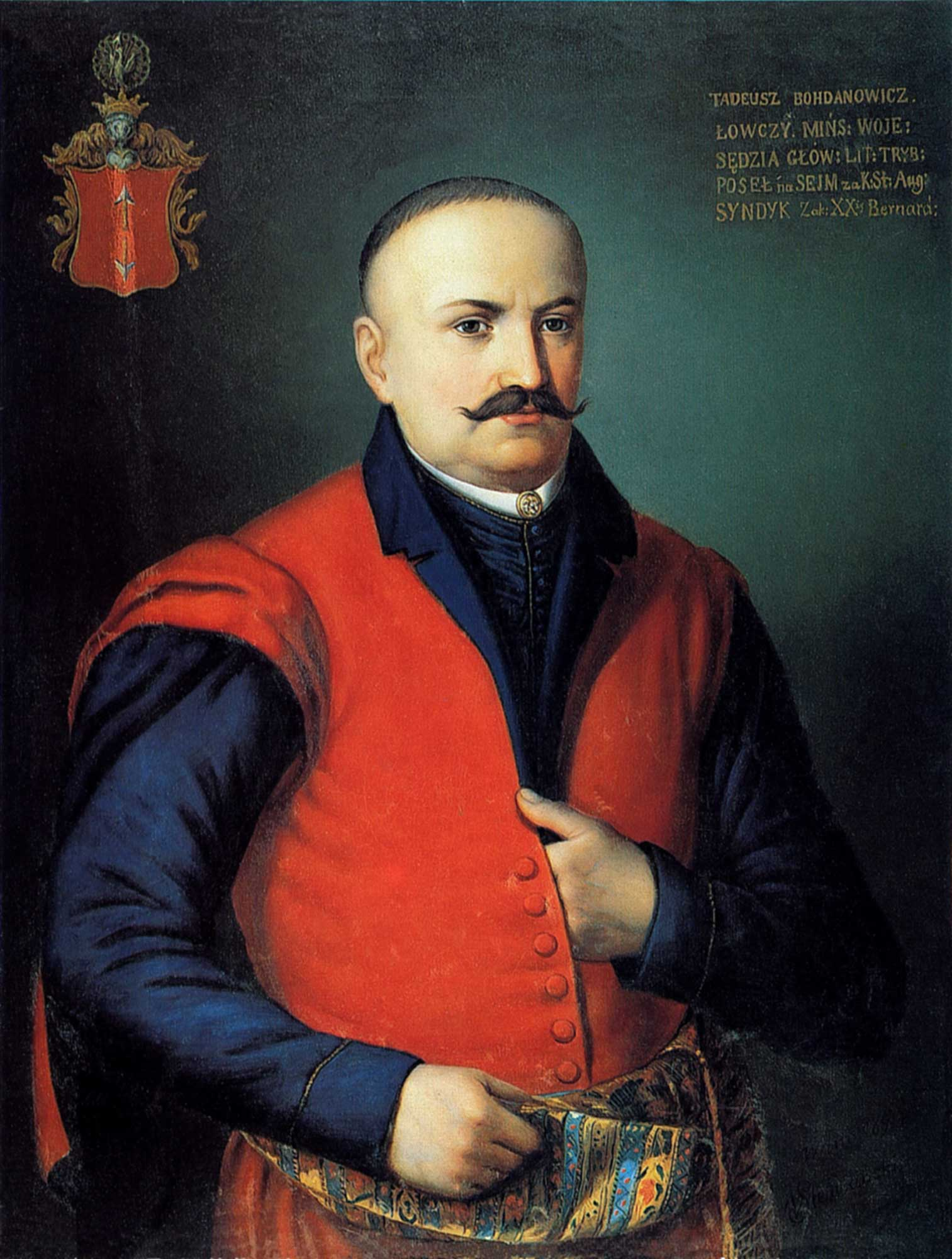
Portret Tadeusza Bohdanowicza wraz z herbem
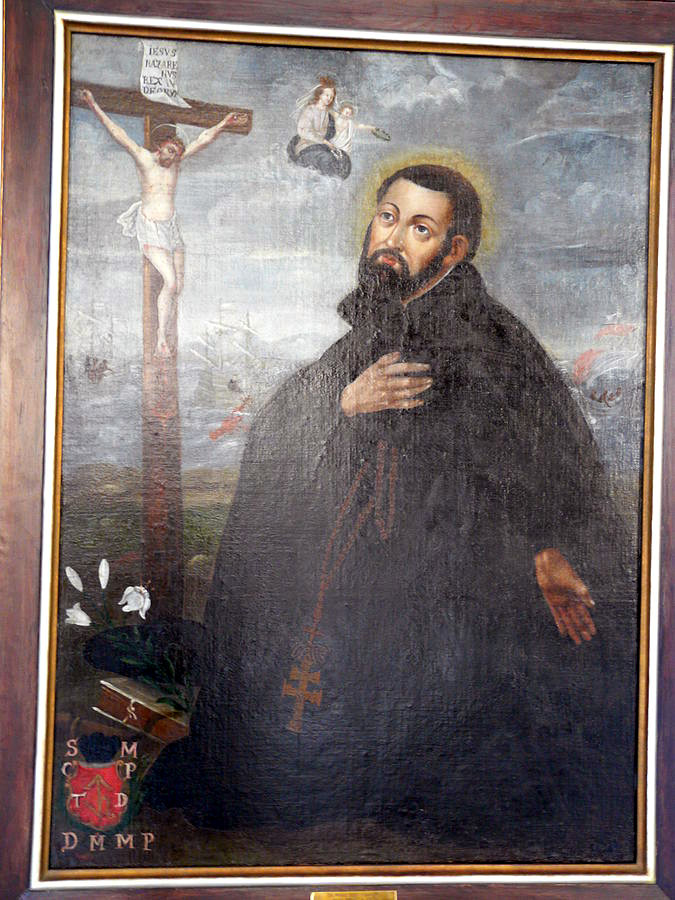
Obraz Francis Xavier z herbem Bogoria
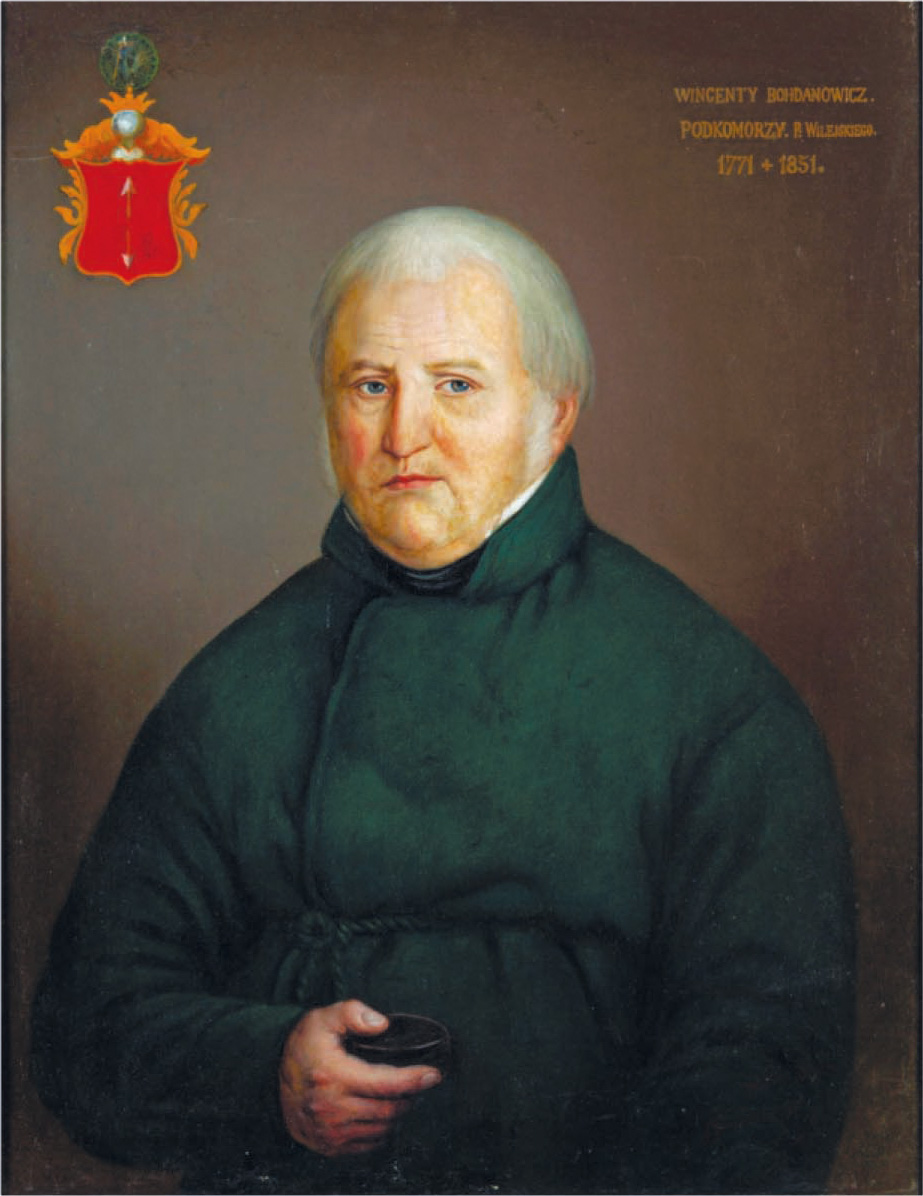
Wincent Bohdanowicz wraz z herbem

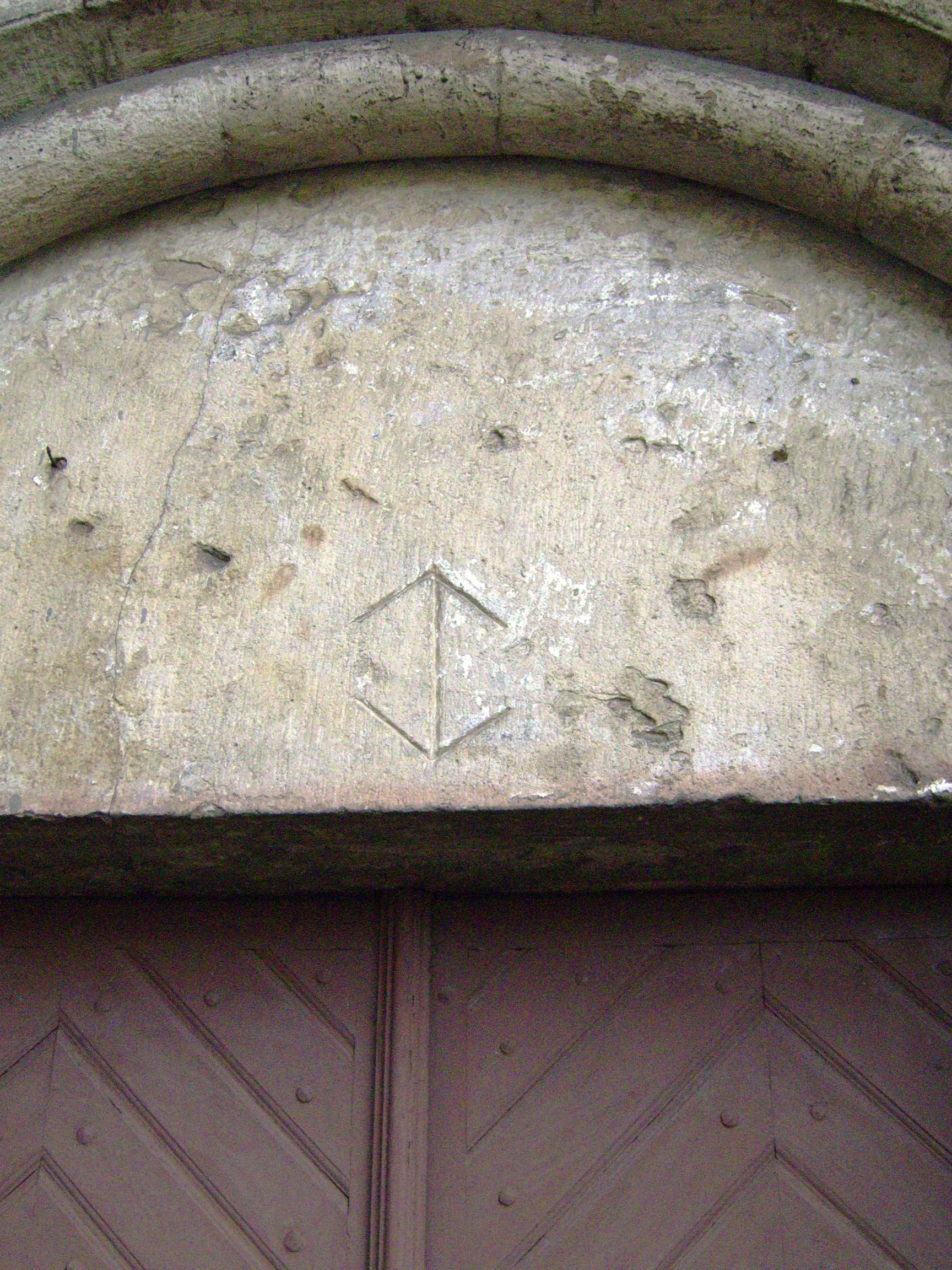
Godło herbu Bogoria w tympanonie portalu kościoła w Koprzywnicy
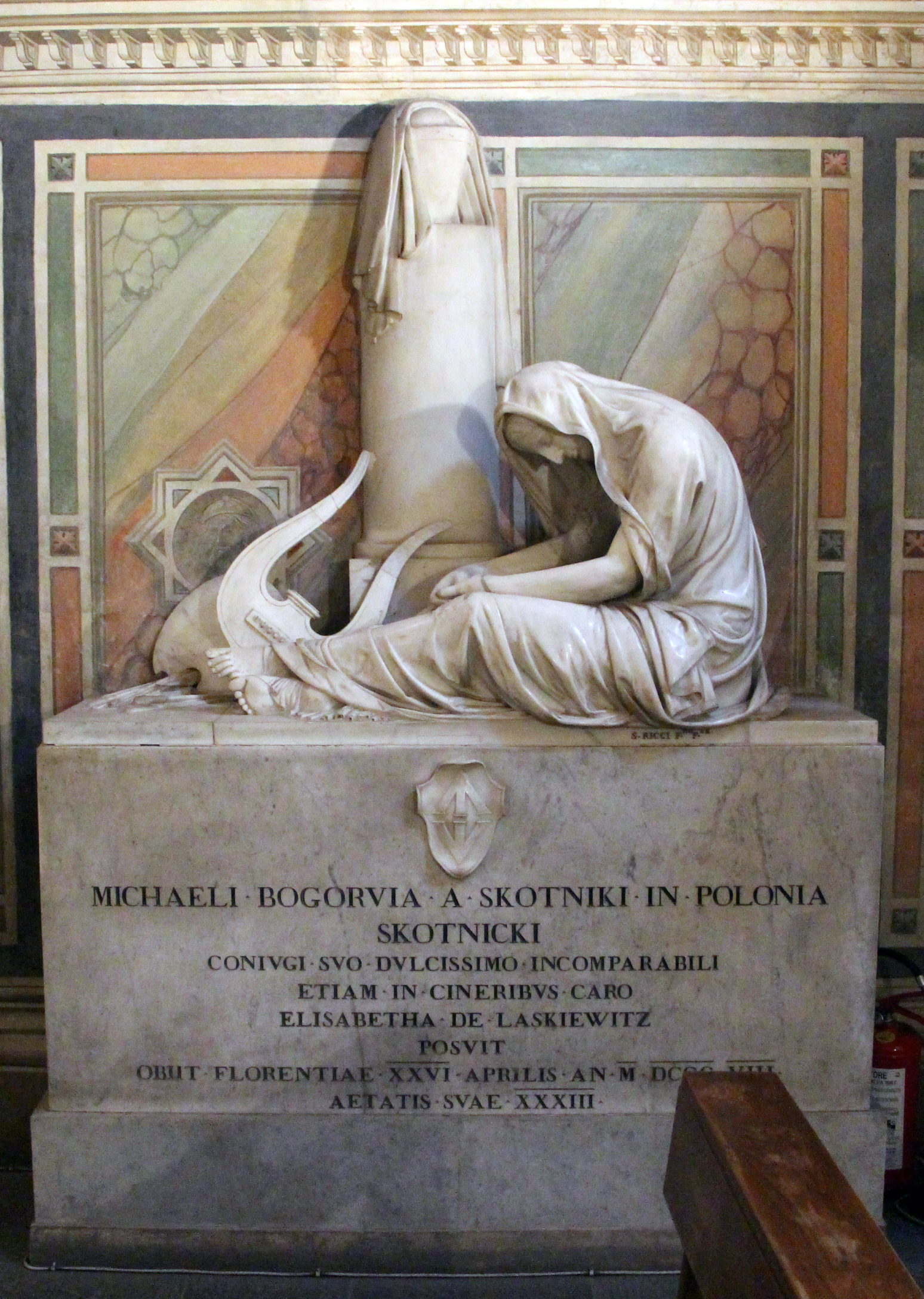
Pomnik przedstawiający Michała Bogorię z herbem w katedrze na Wawelu
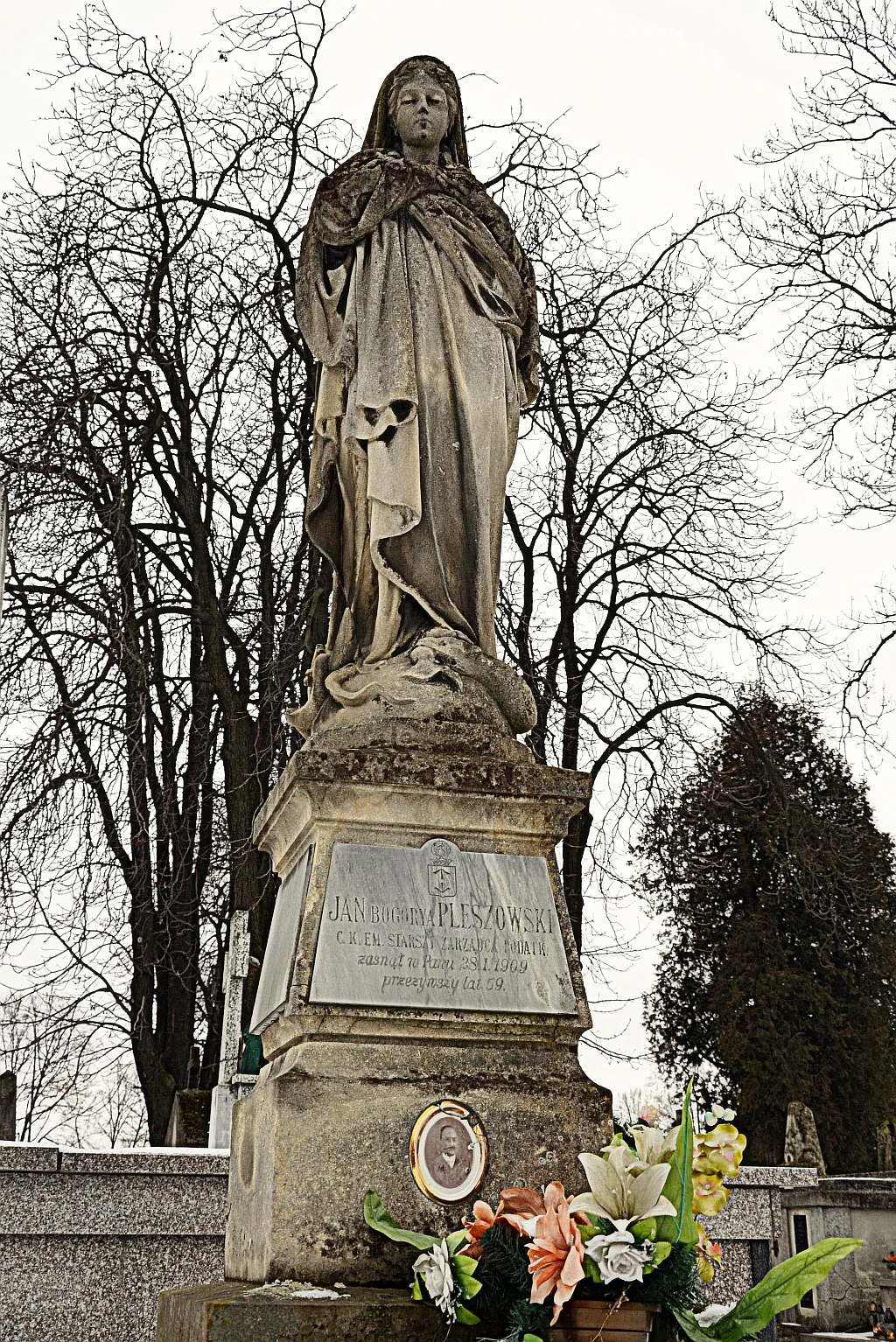
Grób Jana Bogoryi Pleszowskiego z widocznym herbem
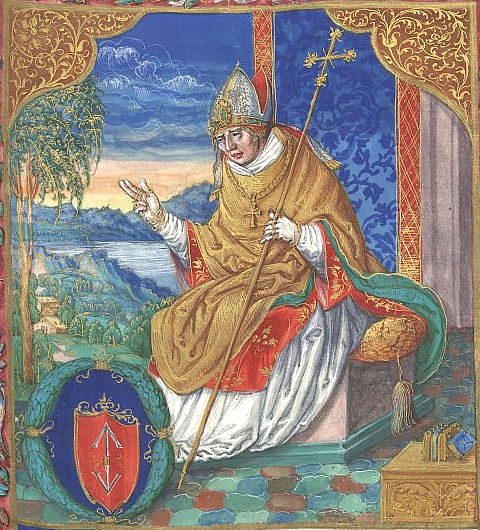
Obraz z herbem Jarosława Bogorii Skotnickiego, autorstwa Stanisława Samostrzelnika